# العنف المنزلي في الإكوادور
رغم أن القانون الجنائي في الإكوادور يحظر العنف المنزلي، إلا أنه لا يزال منتشرًا في على نطاق واسع. يمكن لمحاكم الأسرة فرض غرامات على العنف المنزلي، ولديها القدرة على طرد الزوج المسيء من المنزل. وقد أنشأت الإكوادور وحدات قضائية متخصصة تابعة لوزارة العدل، ولها أيضاً قضاة متخصصون في العنف الأسري. يمكن إحالة حالات الإساءة الخطيرة إلى مكتب المدعي العام للمقاضاة.

## المدى والآراء الاجتماعية
من الصعب تقدير مدى العنف المنزلي في الإكوادور بسبب وجود تعريفات مختلفة للإساءة وبسبب مشاكل في الإبلاغ الذاتي في الدراسات. في استطلاع عام 2008 ، قالت 32.4٪ من النساء اللاتي تمت مقابلتهن في أعمار 15-49 إنهن تعرضن للعنف الجسدي أو الجنسي من قبل شريك حالي أو سابق. وقد بررت 38.2٪ من النساء اللواتي شملهن الاستطلاع ضرب الزوجة في ظروف معينة. كان التبرير الأكثر شيوعًا للتبرير هو "عدم إخلاص الزوجة أو احتمال ذلك"مع العلم ان 29.9 ٪ من النساء يبررن ضرب الزوجة في هذه الحالة.

## التشريعات
(قانون العنف ضد المرأة والأسرة) (La Ley Contra la Violencia a la Mujer y la Familia) هو القانون الرئيسي في إكوادور الذي يتناول العنف المنزلي. وبالإضافة إلى ذلك، دخل قانون جنائي جديد حيز التنفيذ في عام 2014 ، وهو يتناول أيضًا العنف المنزلي.